# Fuego de supresión

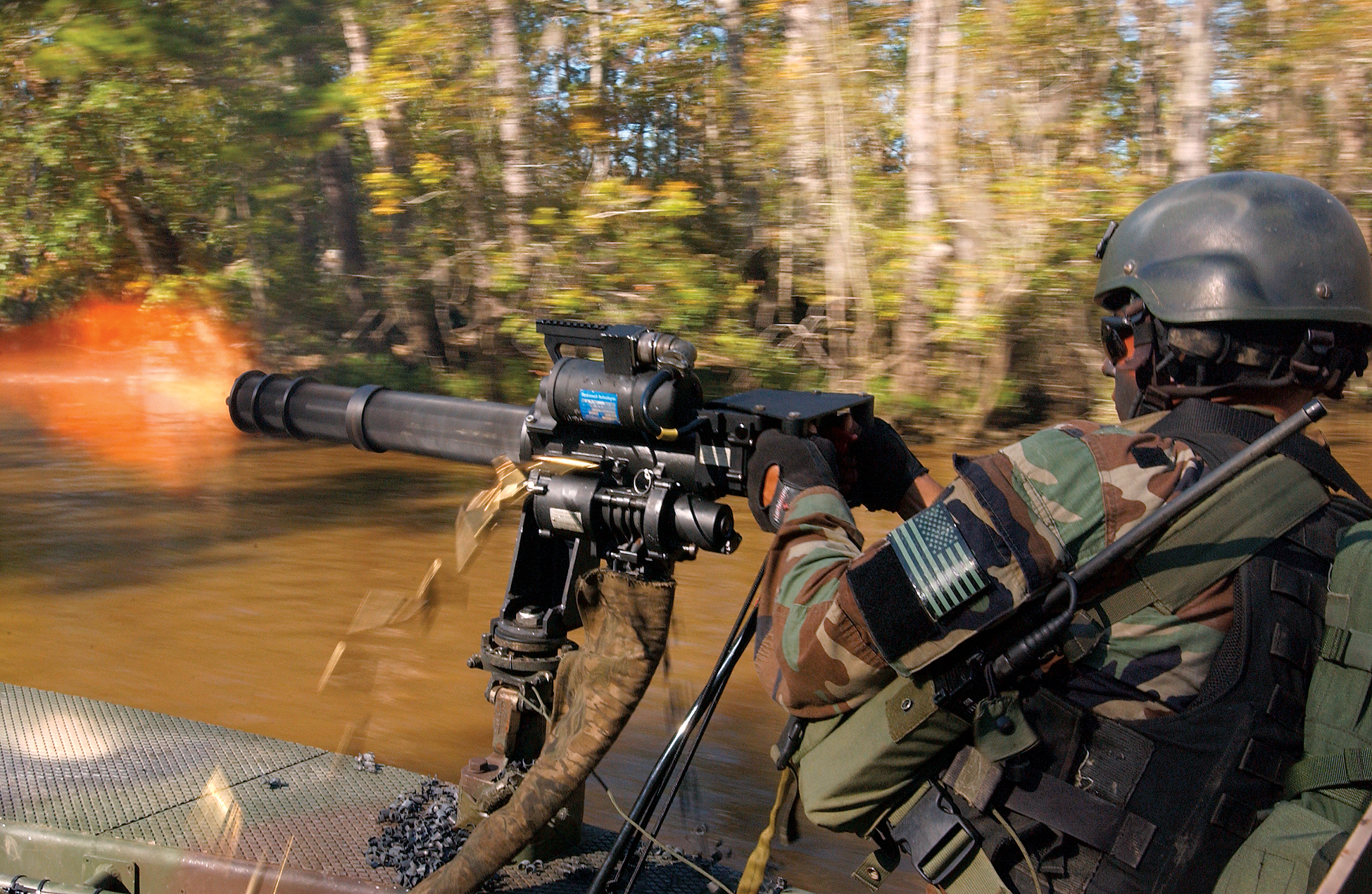
Tripulación Combatiente de Operaciones Especiales de EE.UU. utilizando una ametralladora de cañón giratorio en el SOC-R para realizar fuego de supresión durante una práctica de extracción de fuerzas "en caliente" en una playa.

En términos militares se llama fuego de supresión o fuego de cobertura al fuego que se hace con la finalidad de degradar la capacidad del enemigo para cumplir sus funciones. El fuego de supresión o cobertura se utiliza para facilitar y proteger los avances y movimientos de las tropas propias. Su función es principalmente psicológica, para que el enemigo se sienta en peligro si se expone a él y, por este motivo, debe tener suficiente intensidad para cumplir ese fin. 
El fin del fuego de supresión es impedir al enemigo que dispare, observe, se mueva o cualquier otra actividad militar que pudiera interferir con las actividades de las fuerzas propias. Una característica fundamental del fuego de supresión es que los efectos solo duran mientras dura el fuego. En esto se contrapone al fuego de efecto que tiene como fin la destrucción o incapacitación del enemigo y sus instalaciones y equipos.
El fuego de supresión puede hacerse con armas de pequeño calibre pero también con artillería pesada, aviación o cualquier otro medio que pueda cumplir el mismo fin.
Un ejemplo de fuego de supresión es que en la guerra de Vietnam los helicópteros norteamericanos llevaban ametralladoras que barrían la zona donde iban a aterrizar de modo que los posibles francotiradores enemigos buscaran cobijo y no abrieran fuego. 